# Gare de Tencin - Theys
La gare de Tencin - Theys (ou gare de Tencin-Theys suivant les documents) est une ancienne gare ferroviaire française de la ligne de Grenoble à Montmélian, située sur le territoire de la commune française de Tencin, dans le département de l'Isère, en région Auvergne-Rhône-Alpes. Elle est actuellement désaffectée depuis plusieurs années tandis que les quais ont été démolis. Seul subsiste le bâtiment voyageurs.

## Situation ferroviaire
Établie à 237 mètres d'altitude, la gare de Tencin - Theys est située au point kilométrique 26,250 de la ligne de Grenoble à Montmélian, entre les gares ouvertes de Brignoud et de Goncelin.

## Histoire
Sa mise en service intervient le 15 septembre 1864, en même temps que celle de la ligne de Grenoble à Montmélian, sur laquelle elle est implantée, par la Compagnie des chemins de fer de Paris à Lyon et à la Méditerranée. En 1938, la nationalisation du réseau ferré français au sein de la Société nationale des chemins de fer français (SNCF) entraîne le transfert de la gare à cette dernière.
Elle est fermée au trafic voyageurs et n'assure plus la vente de billets SNCF depuis au moins avant l'année 2006. Elle a été utilisée jusqu'à l'électrification de la ligne de Grenoble à Montmélian comme gare de cantonnement pour le block manuel. Le 28 juin 2006, au cours d'opérations de sécurité liées à un renouvellement Voie Ballast entre Gières et Brignoud ce même jour, deux trains se sont retrouvés dans le même canton à la suite d'erreurs humaines.

## Projet
À la suite de l'incendie du pont de Brignoud dans la nuit du 4 au 5 avril 2022, ayant affaibli sa structure au point que le département de l'Isère décide de le fermer à la circulation, des élus de La Terrasse et Tencin ont appelé le sénateur Guillaume Gontard à s'intéresser au dossier de la réouverture de la gare de Tencin - Theys.
Le projet de réouverture de la gare de Tencin - Theys est également soutenu par la municipalité de La Pierre.